# XLIFF
XLIFF (XML Localization Interchange File Format) es un formato basado en XML creado para estandarizar localización. OASIS aprobó el estándar en 2002. La actual especificación es la v2.0 (desde 05/08/2014).
La especificación tiene por objeto facilitar la interoperabilidad entre diferentes herramientas de localización.

## Software compatible con el formato XLIFF
- SmartCat, un sistema de traducción colaborativa en la nube.